# Peter Gartmann
Peter Gartmann (* 30. August 1968 in Bobingen) ist ein ehemaliger deutscher Fußballspieler. Nach dem Ende seiner aktiven Karriere, in der er mehrere Spielzeiten in der 2. Bundesliga auflief, arbeitete er als Trainer im Amateurbereich.

## Sportliche Laufbahn

### Vereinskarriere
Gartmann begann seine Karriere beim FSV Wehringen, von dem er als Jugendlicher in Richtung FC Augsburg wechselte. Dort rückte Gartmann später in die 1. Männermannschaft auf und spielte für die Fuggerstädter mehrere Spielzeiten in der drittklassigen Bayernliga. 1988 wechselte er auf Vermittlung von Helmut Haller und Armin Veh zu Blau-Weiß 90 Berlin in die 2. Bundesliga, wo mit Jürgen Haller Hallers Sohn unter Vertrag stand. Dort schwankte er zunächst zwischen Startformation und Ersatzbank. Mit dem Klub spielte er in der Spielzeit 1988/89 um die Rückkehr in die Bundesliga, bis zum drittletzten Spieltag stand er mit der Mannschaft nur zwei Punkte hinter dem Relegationsplatz. Nach Niederlagen in den letzten Spielen gegen den FC 08 Homburg, den FC Schalke 04 und Fortuna Düsseldorf, die zum Saisonabschluss mit einem 7:2-Erfolg den Aufstieg ihrerseits feiern konnten und bei dem Gartmann anlässlich eines 1:5-Halbzeitstandes für Waldemar Wielga Platz machen musste, rutschte BW noch auf den achten Tabellenplatz ab. Unter dem seit März 1990 tätigen Trainer Horst Ehrmantraut etablierte er sich als Stammspieler, in der Spielzeit 1990/91 bestritt er 30 seiner 31 Ligaspiele in der Startformation und wurde mit dem Klub Tabellensechster. Im Sommer 1991 übernahm Uwe Klimaschefski den Trainerposten, unter ihm sowie dem Nachfolger Wolfgang Metzler kam er kaum zum Zug. Erst in den letzten beiden Spielen der Abstiegsrunde der Spielzeit 1991/92 war er wieder am Ball.
Im Sommer 1992 folgte Gartmann innerhalb der 2. Bundesliga Ehrmantraut zum SV Meppen, wo dieser mittlerweile das Traineramt übernommen hatte. Auch hier war er unter dem saarländischen Trainer unumstrittene Stammkraft, ehe er nach einer schwerwiegenden Verletzung im Oktober 1993 langfristig ausfiel. 1995 kehrte er zum FC Augsburg zurück und lief fortan in der drittklassigen Regionalliga Süd an der Seite von Spielern wie Jürgen Haller, Jürgen Rollmann, Frank Dörr, Werner Rank, Thomas Motzke und Christian Krieglmeier auf. 2000 beendete er dort seine aktive Laufbahn.

### Auswahleinsätze
Beim FC Augsburg avancierte er Mitte der 1980er-Jahre zum Juniorennationalspieler beim DFB. 1984/85 qualifizierte er sich mit der deutschen U-16-Nationalmannschaft für die EM in Ungarn, wobei die bundesdeutsche Auswahl nicht den Sprung ins Halbfinale packte. Da für die später im Jahr 1985 ausgetragene U-16-Weltmeisterschaft 1985 der DFB durch den EM-Titel 1984 qualifiziert war, konnte sich Gartmann auch auf globaler Ebene mit den besten Nachwuchsfußballern dieser Altersklasse messen.
Mit der von Horst Köppel trainierten DFB-U-16 nahm er an der Seite von Spielern wie dem Turniertorschützenkönig Marcel Witeczek, Martin Schneider, Detlev Dammeier, Alexander Ogrinc und Ralf Sturm an der Endrunde in der VR China teil. Im Turnierverlauf bestritt er alle sechs Turnierpartien auf dem Weg ins Finale, das gegen Nigeria durch Tore des späteren Bundesligaprofis Jonathan Akpoborie und Victor Igbinoba mit einer 0:2-Niederlage und damit dem Gewinn der Silbermedaille endete.

## Trainerlaufbahn
Ab Sommer 2000 trainierte Gartmann den TSG Thannhausen, den er im folgenden Sommer in die Landesliga Bayern zurückführte. Nach zehn Punkten aus den ersten elf Spielen wurde er dort jedoch im Herbst 2001 freigestellt. Später trainierte er den SC Bubesheim sowie den TSV Burgau. Gemeinsam mit seinem Sohn Elias Gartmann übernahm er die Trainingsarbeit bei den B-Juniorinnen des TSV Schwaben Augsburg, die er in der B-Juniorinnen-Bundesliga betreut.

## Trivia
Gartmanns 1999 geborener Sohn Simon Gartmann ist Fußballspieler, der es ebenfalls zum Juniorennationalspieler brachte.